# Dimo Tonev
Pour les articles homonymes, voir Dimo (homonymie).
Dimo Tonev est un ancien joueur bulgare de volley-ball né le 2 juillet 1964 à Velingrad (Pazardjik). Il mesure 2,05 m et jouait central.

## Clubs
| Club               | Pays     | De        | À         |
| ------------------ | -------- | --------- | --------- |
| CSKA Sofia         | Bulgarie | 1982-1983 | 1983-1984 |
| Levski Sofia       | Bulgarie | 1983-1984 | 1988-1989 |
| Sernagiotto Padoue | Italie   | 1989-1990 | 1989-1990 |
| Sisley Trévise     | Italie   | 1990-1991 | 1991-1992 |
| Centro Matic Prato | Italie   | 1992-1993 | 1992-1993 |
| Pallavolo Catane   | Italie   | 1993-1994 | 1993-1994 |

## Palmarès
- Coupe de la CEV (1) :
  - Vainqueur : 1991